# تايلر رايت (مركمجة)
تايلر رايت (بالإنجليزية: Tyler Wright)‏ هي مركمجة أسترالية، ولدت في 19 ديسمبر 1993 في Culburra Beach ‏ في أستراليا.

## وصلات خارجية
- تايلر رايت على موقع الرابطة العالمية لركوب الأمواج (الإنجليزية)
- تايلر رايت على موقع EncyclopediaOfSurfing.com (الإنجليزية)
- تايلر رايت على موقع اللجنة الأولمبية الدولية (الإنجليزية)
- تايلر رايت على موقع اللجنة الأولمبية الأسترالية (الإنجليزية)